# ميخائيل إليسون
ميخائيل إليسون (1 يونيو 1817 - 12 يوليو 1898) (بالإنجليزية: Michael Ellison)‏ هو لاعب كريكت بريطاني.